# Grgur Ristić
Grgur Ristić, srbski general, * 1. julij 1878, † 19. maj 1950.

## Dela
- Trupna borbena taktika (1924)
- O zajedničkom dejstvu raznih oruđa i zajedničkom radu raznih rodova vojske (1925)
- Borba pešadije (1938)